# Polyglotta Africana
Polyglotta Africana — книга немецкого миссионера-исследователя Сигизмунда Кёлле, написанная в 1854 году и описывающая 156 африканских языков. В соответствии с современной классификацией это около 120 языков, поскольку некоторые языки, классифицированные Кёлле как различные, впоследствии были объединены.
Кёлле собирал материал, работая в колледже Фура-Бей во Фритауне, Сьерра-Леоне. В этом городе была расположена база британского Западно-Африканского эскадрона, который занимался арестом кораблей, перевозящих рабов, и освобождением последних. Большая часть бывших рабов оседала в Сьерра-Леоне, и Кёлле имел редкую возможность исследовать их язык.
В большинстве случаев в работе указаны имя информанта, число лет с момента покидания им родного региона, примерно отмечены родной регион и число носителей этого же языка в Сьерра-Леоне в конце 1840-х годов.
Для каждого из языков приведены одни и те же 283 слова, записанные фонетическим скриптом, разработанным египтологом Карлом Лепсиусом. Записи Кёлле не всегда корректны — например, из-за своего немецкого акцента в некоторых местах он путал [s] с [z] и [tʃ] с [dʒ] — однако они были достаточно систематичны, чтобы сгрупировать языки на основе словарного запаса. В результате Кёлле определил несколько современных языковых групп — атлантические языки, языки манде и гур — хотя и с другими названиями.

## Издания
- Koelle, S.W., 1854, Polyglotta Africana, or a comparative vocabulary of nearly three hundred words and phrases, in more than one hundred distinct African languages. 188 pp. London, Church Missionary House.
- Koelle, S.W., 1963, Polyglotta Africana, Akademische Druck- u. Verlagsanstalt, 1963, pp. 231.